# Rosa-Luxemburg-Platz

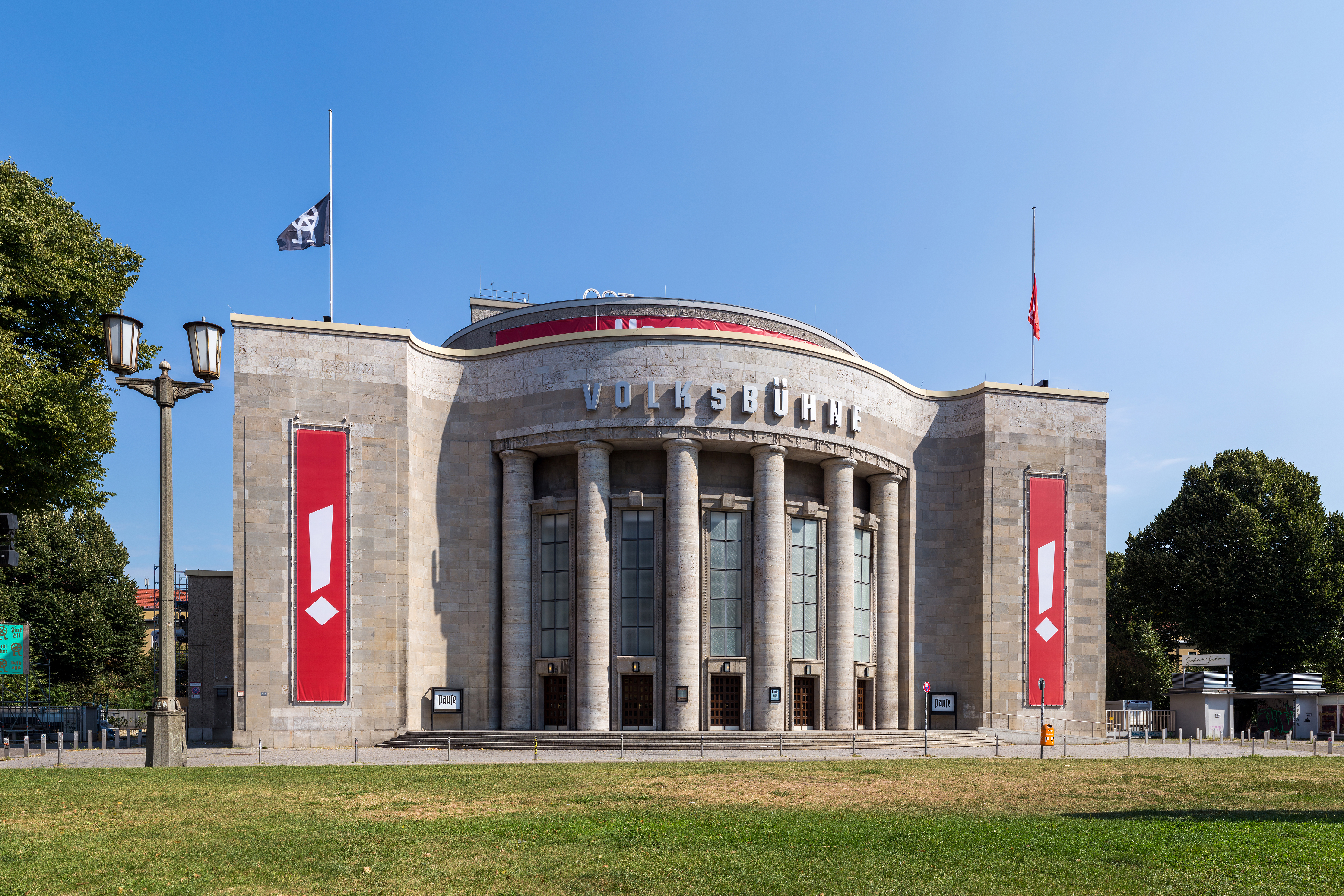
La Volksbühne, qui donne sur la place.

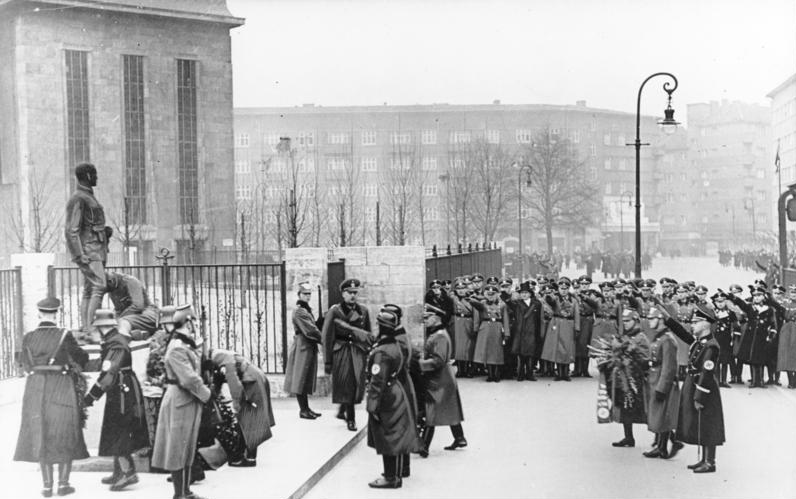
La place en 1937 lors du Jour de la police allemande.

La Rosa-Luxemburg-Platz est une place triangulaire dans le quartier de Berlin-Mitte, à Berlin. Elle a été baptisée de son nom actuel en hommage à la théoricienne marxiste Rosa Luxemburg, cofondatrice du Parti communiste d'Allemagne.

## Histoire
Sur cette place se trouve la Volksbühne am Rosa-Luxemburg-Platz et le Kino Babylon (Cinéma Babylone), qui fut construit en même temps que la place dans les années 1920. La place a porté les noms de Babelsberger Platz de 1907 à 1910, puis de Bülowplatz, en hommage au chancelier Bernhard von Bülow, de 1910 à 1933. Sous le régime nazi, elle a été rebaptisée Horst-Wessel-Platz, en hommage à Horst Wessel. En 1945, située dans le secteur berlinois occupé par les Soviétiques, elle prend le nom de Liebknechtplatz, en hommage à Karl Liebknecht. En 1947, elle est rebaptisée Luxemburgplatz ; elle prend son nom définitif en 1969, sous le régime de la République démocratique allemande et conserve ce nom après la chute du mur de Berlin et la réunification allemande.
La place est depuis 2007 pavée de citations de Rosa Luxemburg.
Depuis 1913, une station de métro du même nom se trouve sous la place.

## Dans la culture populaire
La place se situe dans le centre historique de Berlin. Le roman d'Alfred Döblin Berlin Alexanderplatz témoigne de l'atmosphère sulfureuse qui régnait dans ces quartiers mal famés au début du XXe siècle.